# راهارت آدامز
راهارت آدامز (بالإنجليزية: Rahart Adams)‏، ممثل أسترالي من مواليد 1 فبراير 1996. معروف بدوره في لا مكان للبنين (2013-2015)، بكل السبل (2014-2015) و كذاب، كذاب، مصاص دماء (2015).
ولد في ملبورن لأبوين أستراليين من أصول باكستانية ومالطية وثاني أكبر أربعة أطفال.

## روابط خارجية
- راهارت آدامز على موقع IMDb (الإنجليزية)
- راهارت آدامز على موقع روتن توميتوز (الإنجليزية)
- راهارت آدامز على موقع قاعدة بيانات الفيلم (الإنجليزية)
- راهارت آدامز على موقع كينوبويسك (الروسية)